# 光滑新萨托菌
光滑新萨托菌（学名：Neosartorya glabra）是属于散囊菌目发菌科新萨托菌属的一种真菌，可生长在土壤、马铃薯皮、霉腐物等基物上。该种分布于中国、美国、澳大利亚、荷兰、印度、爱尔兰、巴基斯坦、英国等地。
光滑新萨托菌是新平滑曲霉（Aspergiiius neoglaber）的有性型。